# 埃德福德鎮區 (伊利諾伊州亨利縣)
埃德福德鎮區（英語：Edford Township）是位於美國伊利諾伊州亨利縣的一個行政鎮區。

## 地方資料
根據2010年美國人口普查的數據，埃德福德鎮區的面積為70.90平方千米，當中陸地面積為70.80平方千米，而水域面積為0.10平方千米。當地共有人口653人，而人口密度為每平方千米9.21人。